# Charles von Graffenried
Karl Edmund «Charles» von Graffenried (* 19. Juli 1925 in Bern; † 10. Juli 2012 in Worb) war ein Schweizer Fürsprecher, Bankier und Verleger.

## Leben

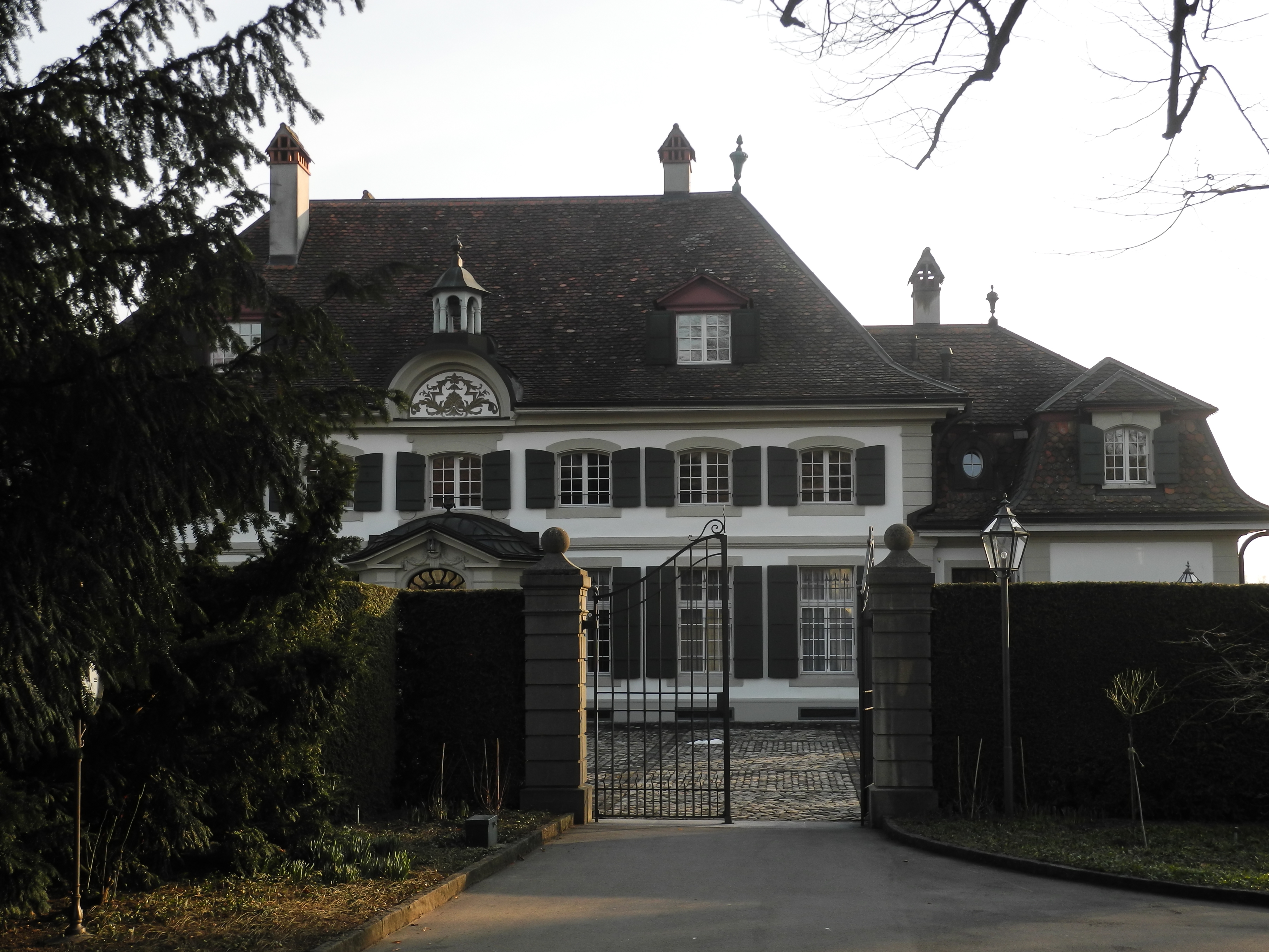
Neues Schloss Worb (ab 1734 für Franz Ludwig von Graffenried erbaut, 1985 zurückerworben)

Er gehörte der bernischen Patrizierfamilie Graffenried an, studierte Rechtswissenschaft an der Universität Bern, wo er Mitglied der Studentenverbindung Zähringia Bernensis wurde, und wurde Fürsprecher und Notar. 
Er übernahm das Anwalts- und Treuhandbüro seines Vaters und bildete daraus die Von-Graffenried-Gruppe mit einer Privatbank, einem Liegenschaftsunternehmen, einer Treuhand und einem Rechtsbereich. Sein Vermögen wurde 2011 vom Wirtschaftsmagazin Bilanz auf 350 Millionen Franken geschätzt. 1985 erwarb er das Neue Schloss Worb für die Familie zurück. 
1979 fusionierte er die Berner Nachrichten und das Berner Tagblatt zur Berner Zeitung. Aus der Herausgeberin Berner Tagblatt Medien AG machte er 2001 die Espace Media AG, deren Verwaltungsratspräsident er war. 2007 verkaufte er die Espace Media an die Tamedia und nahm Einsitz in deren Verwaltungsrat. Bis zu seinem Tod war er Verleger der Berner Zeitung und der Zeitung Der Bund.
Von Graffenried war zweimal verheiratet und hatte sechs Kinder, darunter der Fotograf Michael von Graffenried.